# 安妮·福尔曼-麦基
安妮·福尔曼-麦基（英語：Annie Foreman-Mackey，1991年6月25日—），加拿大女子自行车运动员，2016年世界场地自行车锦标赛女子个人追逐赛铜牌得主、2018年英联邦运动会女子团体追逐赛铜牌得主。